# قطقاط اسكندراني
 القطقاط الاسكندراني أو الزقزاق الاسكندراني أو أبو الرؤوس الاسكندري (بالإنجليزية: Kentish Plover)‏ (الاسم العلمي: Charadius alexandrinus) (العريسة) من الطيور البحرية الصغيرة والشائعة. تتميز أنثى هذا الطائر عن الذكر بعدم وجود اللون الأسود على ريشها.
في الكويت مثلا، تتكاثر هذه الطيور بشكل كبير وخاصة من المنطقة الممتدة من الشويخ والمناطق الساحلية المجاورة لها إلى شاطئ الصليبيخات وكاظمة ورأس الصبية. يعتبر هذا الطائر في الكويت مقيما شائعا ويتكاثر.

## اقرأ أيضا
- تطور الطيور
- النحام الكبير فنتير
- البلشون الرمادي
- أبو قردان (بلشون البقر)
- بلشون الصخر
- أبوملعقة
- الحذف الشتوي (بطة)

## وصلات خارجية
- الحيوان البري في البلاد العربية من الموسوعة العربية العالمية
- موقع طيور الكويت فيه صور لطائر الهدهد في الكويت وغيره من الطيور